# Vakoulentchouk
Vakoulentchouk (en ukrainien et en russe : Вакуленчук ; en polonais : Wakułenczuk) est une commune urbaine de l'oblast de Jytomyr, en Ukraine. Sa population s'élevait à 1 800 habitants en 2022.

## Géographie
Vakoulentchouk se trouve à 17 km au sud-est de Tchoudniv, à 43 km au sud-ouest de Jytomyr et à 168 km au sud-ouest de Kiev.

## Histoire
En 1936, un important dépôt de munitions d'artillerie de gros calibre fut établi dans une forêt voisine, qui lui offrait un excellent camouflage. Au début de l'invasion allemande de l'Union soviétique, alors que les unités avancées de la Wehrmacht se rapprochaient, le dépôt fut saboté ; les détonations se firent entendre pendant deux semaines dans un rayon de 20 km, laissant une forêt mutilée. Après la guerre, la forêt fut nettoyée, les obus non explosés récupérés, et la base d'artillerie n° 12 établi dans la forêt. Un arsenal pour missiles balistiques fut aménagé dans les années 1950, ce qui entraîna un renforcement considérable des mesures de sécurité dans et autour de la forêt. En 1952, le village construit à proximité de l'arsenal et à 4 km au sud de Velyki Korovyntsi, fut nommé Velyki Korovyntsi – 2 (en ukrainien : Великі Коровинці – 2). Les premiers missiles, du modèle R-1, d'une portée de 250 km, qui sortaient des usines de Dniepropetrovsk et Omsk, furent livrés pendant l'été 1955. Au cours des années suivantes, de nouveaux modèles de missiles furent livrés : R-2, R-12 et R-14, conçus par l'OKB-586 à Dniepropetrovsk. L'arsenal stockait des missiles équipés d'armes nucléaires. Le 4 août 1984, Velyki Korovyntsi – 2 fut renommée Vakoulentchouk, en l'honneur de Gregori Vakoulentchouk (1877-1905), un marin du cuirassé Potemkine né dans le village de Velyki Korovyntsi, qui avait été mortellement blessé au cours de la révolte de la Flotte de la mer Noire, en 1905.

## Population
Recensements (*) ou estimations de la population :
| 2001* | 2009  | 2010  | 2011  | 2012  | 2013  |
| ----- | ----- | ----- | ----- | ----- | ----- |
| 2 192 | 2 073 | 2 045 | 2 017 | 2 014 | 2 039 |

## Transports
Vakoulentchouk se trouve à 20 km de Tchoudniv et à 30 km de Berditchev par la route.